# Färingsö församling
Färingsö församling är en församling i Birka kontrakt i Stockholms stift. Församlingen ligger i Ekerö kommun i Stockholms län.  

## Administrativ historik
Församlingen bildades 1992 genom sammanläggning av Färentuna församling, Hilleshögs församling, Skå församling och Sånga församling. Området motsvarar "storkommunen" Färingsö landskommun som fanns 1952–1970.

## Kyrkor
- Färentuna kyrka
- Hilleshögs kyrka
- Skå kyrka
- Sånga kyrka

Expeditionen finns i församlingsgården i Stenhamra, där det även finns ett kapell, Timmermannens kapell, och en stor sal för musik och gudstjänst, 

## Series pastorum
- 1992-2010  Gunvor Johnsson.
- 2010-2019 Lars Brattgård.
- 2019-2023 Peter Strömmer.
- 2023- Anna-Lena Björk.